# Made for Lovin’ You
A Made for Lovin’ You Anastacia amerikai énekesnő negyedik, utolsó kislemeze első, Not That Kind című albumáról. A dalt az Egyesült Királyságban egy Honda-reklámban használták.
A dal videóklipje koncertfelvételekből áll, többek közt a német Rock am Ring zenei fesztivál, egy hollandiai és brit koncert jeleneteiből. A klip szerepel a The Video Collection című DVD-n (2002).

## Hivatalos változatok, remixek
- Album Version – 3:35
- Tin Tin Out Radio Mix – 3:52
- ATFC Instrumental
- ATFC Vocal Mix – 7:40

## Számlista
CD kislemez (Európa)
1. Made for Lovin’ You – 3:35
2. I Ask of You – 4:27

CD maxi kislemez (Egyesült Királyság)
1. Made for Lovin’ You – 3:35
2. Made for Lovin’ You (Tin Tin Out Radio Mix) – 3:52
3. Underdog – 4:57
4. Made for Lovin’ You (videóklip)

Promóciós CD kislemez (Spanyolország)
1. Made for Lovin’ You – 3:35
2. I’m Outta Love (Hex Hector Radio Edit / Nuevo Remix 2001) – 4:01

## Helyezések
| Slágerlista (2001)                         | Legmagasabb helyezés |
| ------------------------------------------ | -------------------- |
| Belga Ultratop 40 kislemezlista (Vallónia) | 7                    |
| Brit kislemezlista                         | 27                   |
| Francia kislemezlista                      | 72                   |
| Ír kislemezlista                           | 36                   |
| Holland kislemez Top 100                   | 79                   |